# Christoph Graf
Christophe Graf, né le 5 septembre 1961 à Pfaffnau, est un militaire suisse. Il est le 35e commandant de la Garde suisse pontificale depuis le 7 février 2015.

## Biographie
Christoph Graf naît le 5 septembre 1961 dans le canton de Lucerne. Après avoir grandi et effectué son service militaire en Suisse, Christophe Graf entreprend une formation de juriste. Le 2 mars 1987, il entre dans la Garde suisse pontificale et y sert comme hallebardier. Par la suite, il assume plusieurs fonctions et responsabilité au sein de la Garde. Il est notamment instructeur des gardes, officier de liaison avec les autres forces armées, sergent-major et chef d'état-major du corps de garde.
En 2010, le pape Benoît XVI le nomme vice-commandant de la Garde pontificale et l'élève du grade de capitaine à celui de lieutenant-colonel. En tant que commandant en second, il est alors l'officier responsable de la liaison avec l'extérieur.
Le 2 décembre 2014, le pape François décide de ne pas renouveler le contrat de Daniel Anrig qui prend fin le 31 janvier 2015 à l’échéance de ce dernier. Une semaine plus tard, il nomme Christoph Graf pour lui succéder. Une messe est célébrée pour marquer sa prise de fonction,.

### Politique et engagement
Christoph Graf fait plusieurs déclarations publiques au sujet de sa vision des missions et engagements de la Garde suisse pontificale. Il souligne notamment le fait qu'il est prêt à l'engager contre des menaces éventuelles provenant de l'État islamique.
Concernant sa succession de Daniel Anrig, il dément plusieurs rumeurs en précisant que le pape François voit cette transition comme normale, qu'il ne l'a pas chargé de mener de grandes réformes au niveau des missions et engagements de la Garde et que la dissolution de cette dernière n'a jamais été envisagée par le pape. Néanmoins, Alain de Raemy raconte qu'il a fait la connaissance de Christoph Graf en 2006 en devenant chapelain de la garde. Ce dernier est alors sergent-major. Alain de Raemy remarque que la façon dont il dirige ses hommes est mue par « l'amour du prochain », approche qui est en parfaite adéquation avec les qualités promues et recherchées par le pape François et créant un argument en faveur du futur commandant pour sa nomination.
Christoph Graf déclare aussi que le pape François ayant choisi de s'installer dans la résidence Sainte-Marthe, le travail est plus compliqué pour la garde. C'est pourquoi il envisage d'augmenter les effectifs de la garde qui compte alors 110 membres.

### Autres
Christoph Graf est marié à une Italienne et est père de deux enfants.